# Buena Vista (Kolorado)
Buena Vista – miasto w Stanach Zjednoczonych, w stanie Kolorado, w hrabstwie Chaffee.